# Łukasz Garguła
Łukasz Garguła (Żagań, 25 de fevereiro de 1981) é um futebolista polonês, que atua como meio-campista.

## Carreira
Garguła começou a carreira no Piast Iłowa, equipe de nível amador em seu país. Foi para o SMS Wrocław em seguida, e seu desempenho chamou a atenção de outra equipe, o Polar Wrocław (hoje desativado), que o contratou em 1999.
Foi para o GKS Bełchatów em 2002 e agradou por lá: foram 182 partidas e 32 gols marcados. Isso chamou a atenção do Wisła Cracóvia, um dos principais times de futebol poloneses, que o contratou em 2009. Entretanto, Garguła disputou apenas duas partidas e não marcou nenhum gol pela equipe da segunda maior cidade da Polónia.

## Seleção
Garguła estreou na Seleção Polonesa em 2006, mas ele não foi convocado para a Copa de 2006. Esperou a Eurocopa de 2008 para mostrar seu valor. Mas ele não disputou nenhuma partida no torneio, e a Polônia amargou a lanterna do Grupo B, com apenas um ponto, um gol marcado e quatro sofridos.